# دوريان بيكاري
دوريان بيكاري (الاسم العلمي:Durio beccarianus) هو نوع من النباتات يتبع جنس الدوريان من الفصيلة الخبازية.